# Estopía
Estopía és l'onzè disc del duo espanyol de rumba-rock, Estopa, dels germans David i José Muñoz, amb el qual celebren el 25 aniversari del seu grup musical. Aquest disc, que de moment està en prevenda, el van anunciar i van promocionar a l'estiu de 2023 al costat d'una nova gira per a celebrar el seu aniversari, sent en Biscaia la presentació oficial d'aquest, per a la qual van exhaurir les entrades en vint minuts després d'anunciar-ne la presentació.
Encara que ja havien llançat prèviament el single «El día que tú te marches», l'LP complet es va publicar el 15 de març de 2024, el qual compta amb un total de 12 pistes,

## Llista de cançons
| Núm. | Títol                      | Durada |
| ---- | -------------------------- | ------ |
| 1.   | «El día que tú te marches» | 3:39   |
| 2.   | «Ké más nos da»            | 3:20   |
| 3.   | «La Rumba del Pescaílla»   | 2:42   |
| 4.   | «No digo ná»               | 3:17   |
| 5.   | «Mañana clara»             | 3:51   |
| 6.   | «Luz de las velas»         | 4:03   |
| 7.   | «Tan dulce»                | 3:23   |
| 8.   | «Sin tinta en el boli»     | 2:59   |
| 9.   | «Sola»                     | 3:51   |
| 10.  | «Pesadilla familiar»       | 3:17   |
| 11.  | «Del revés»                | 2:38   |
| 12.  | «La ranchera»              | 3:24   |

## Polèmica
Després d'anunciar la portada del disc, alguns mitjans van fer ressò d'una polèmica sobre aquesta, ja que es donava a entendre que havien utilitzat IA per al disseny d'aquesta portada. Tots dos cantants van respondre a la polèmica en la gala dels Goya de 2024, declarant que va ser dissenyada pel mateix il·lustrador dels discos anteriors, encara que sí que és cert que es va ajudar de dissenys d'IA en aquesta ocasió, sense pensar en cap cas que fos una cosa negativa.